# Cantón de Goderville
El cantón de Goderville era una división administrativa francesa, que estaba situada en el departamento de Sena Marítimo y la región de Alta Normandía.

## Composición
El cantón estaba formado por veintidós comunas:
- Angerville-Bailleul
- Annouville-Vilmesnil
- Auberville-la-Renault
- Bec-de-Mortagne
- Bénarville
- Bornambusc
- Bréauté
- Bretteville-du-Grand-Caux
- Daubeuf-Serville
- Écrainville
- Goderville
- Gonfreville-Caillot
- Grainville-Ymauville
- Houquetot
- Manneville-la-Goupil
- Mentheville
- Saint-Maclou-la-Brière
- Saint-Sauveur-d'Emalleville
- Sausseuzemare-en-Caux
- Tocqueville-les-Murs
- Vattetot-sous-Beaumont
- Virville

## Supresión del cantón de Goderville
En aplicación del Decreto nº 2014-266 de 27 de febrero de 2014, el cantón de Goderville fue suprimido el 22 de marzo de 2015 y sus 22 comunas pasaron a formar parte del nuevo cantón de Saint-Romain-de-Colbosc.